# Перович, Лепа
Лепосава «Лепа» Перович (сербохорв. Leposava "Lepa" Perović / Лепосава "Лепа" Перовић; 29 августа 1911, Машичи — 2 сентября 2000, Белград) — югославская общественно-политическая деятельница, партизанка Народно-освободительной войны Югославии. Супруга Кочи Поповича, генерал-полковника ЮНА и министра иностранных дел Югославии.

## Биография
Родилась 29 августа 1911 года в селе Машичи, под Баня-Лукой, в многодетной семье Джордже и Зорки Перовичей. В семье были ещё восемь старших детей: дочери Любица, Даница, Душанка, Ела и Бранислава и сыновья Стево, Велько и Душан. Окончила начальную школу в родном селе, гимназию и педагогическое училище в Баня-Луке в 1931 году. Во время учёбы присоединилась к революционному молодёжному движению. С 1932 года работала в школе в селе Меджуводже (Подкозарье), через год отправилась на трёхмесячные курсы учителей физкультуры в Белграде и там включилась в революционное рабочее движение. Участвовала в издании подпольной газеты «Ударник», партийной печати коммунистов. В мае 1933 года после провала ячеек в Белграде была арестована и предстала перед судом по защите государства, однако из-за нехватки доказательств освобождена. Во время заключения познакомилась с будущим супругом, Кочей Поповичем.
Осенью 1933 года переехала в село Патршич около Мионицы (Колубарский район), где вступила в партийную ячейку и с осени 1934 года состояла в КПЮ. Позже член Мионицкого городского комитета КПЮ. Помимо работы с детьми, занималась пропагандой среди крестьян и женщин, работая над их политической и культурной грамотностью. Из-за обильной пропаганды коммунистов Лепу перевели в другое село в Валевском районе, а затем и в Буджево, около Сьеницы, на окраине Боснии. В 1937 году Баня-Лукский окружной суд осудил Перович за сотрудничество с коммунистами, а Министерство образования уволило её с должности. Она ушла работать в Белград на текстильный завод «Елка» на Дорчоле, но не прекратила политическую активность: в конце 1937 года с Рашель Барух организовала забастовку против плохих условий труда и обращения.
В 1939 году Перович была избрана секретарём одного районного комитета, позже секретарём горкома Партии трудового народа и члена подпольного Белградского горкома. Как член горкома, состояла в ячейке при организации авиаторов, в 1940 году готовила забастовку среди работников авиапромышленности, состоявшуюся в середине мая; также участвовала в подготовке забастовки рабочих текстильной промышленности, выпавшей на октябрь. С января по 5 апреля 1941 года пребывала в тюрьме, откуда сбежала после начала бомбардировок Белграда немцами. После оккупации страны по приказу партии перебралась в Сараево, где заняла должность секретаря Сараевского горкома и члена краевого комитета КПЮ по Боснии и Герцеговине. В августе арестована усташами, черед 10 дней сбежала из тюрьмы и перебралась в Мостар, где работала до сентября, а затем выбралась на свободную от оккупации территорию в Герцеговины, откуда попала в Романию и Яхорину. С февраля 1942 года находилась по партзаданию в Боснийской Краине, в конце года выбралась в Хорватию. С освобождённой территории Бании перешла в оккупированный Загреб, где была представителем ЦК Компартии Хорватии по Северной Хорватии.
В конце 1943 года Перович покинула Загреб и перешла на освобождённую территорию Северной Хорватии, где была назначена секретарём областного комитета КПХ. Летом 1944 года снова выбралась в Боснийскую Краину, а оттуда перебралась в Тузлу, где была оргсекретарём Восточно-Боснийского областного комитета КПЮ. После освобождения Югославии в 1945 году была назначена членом исполкома Боснийско-Герцеговинского краевого комитета КПЮ, а в конце того же года переехала в Белград, где занимала разные высокопоставленные должности: секретарь и заместитель председателя Союзной контрольной комиссии, член Союзного комитета Социалистического союза трудового народа Югославии, член ЦК Союза коммунистов Боснии и Герцеговины. Директор Галереи фресок в Белграде. Депутат Народной скупщины НР Боснии и Герцеговины, до 1967 года член Культурно-просветительского совета при Союзной скупщине.
С 1946 года Лепа Перович состояла в незарегистрированном браке с Кочей Поповичем, писателем-сюрреалистом, участником гражданской войны в Испании и генерал-полковником ЮНА, членом ЦК СКЮ, министром иностранных дел СФРЮ и Народным героем Югославии. Вместе с мужем Лепа собирала произведения искусства и создала большую коллекцию, которую подарила общине Ларазевац и Историческому архиву Белграда (входят в галереи «Наследие Лепы Перович» и «Наследие Константина „Кочи“ Поповича и Лепы Перович» соответственно). Была награждена Партизанским памятным знаком 1941 года, югославскими орденами Национального освобождения, «За заслуги перед народом», Труда, Братства и единства, «За храбрость». Из иностранных отмечена греческим орденом Добродетели в звании великого командора.
Скончалась 2 сентября 2000 года в Белграде, похоронена в семейном склепе.